# Diòcesi d'Eclano
La diòcesi d'Eclano (en llatí: Dioecesis Aeclanensis) és una seu suprimida i actualment seu titular de l'Església catòlica.

## Història
Amb els primers assentaments cristians al territori, Eclano es va convertir en seu episcopal al segle iv. El primer bisbe conegut és Memore; però sens dubte el personatge més important vinculat a la diòcesi d'Eclano fou el bisbe Julià, fill de Memore, protagonista d'una acalorada diatriba amb Agustí d'Hipona a causa de l'heretgia pelagiana de la que en fou acusat. Fou el papa Zòsim qui declarà herètiques les tesis de Pelagi, qui va treure importància a la fragilitat humana que seguia al pecat original i va exaltar la capacitat de l'home; Julià, juntament amb altres 18 bisbes, no va voler signar el document del Papa i fou condemnat a un exili voluntari a l'Àsia Menor en 418. Queden unes quantes cartes de correspondència amb Agustí, i diverses obres del teòleg africà, incloent Contra Julianum i 'Imperfectum opus.
Una Sancta Ecclesia aeclanensis és mencionada en un epígraf, que recorda la mort d'un lector en 494. En segles posteriors Eclano va ser punt de trobada de les incursions llombardes i de destrucció pels romans d'Orient.
Els historiadors no estan d'acord sobre el destí de la diòcesi. La visió tradicional segons la qual Eclano es va unir a Frigento en el segle v, està ara en dubte. La seu de Quintodecimum (l'antiga Aeclanum) és esmentada entre les 10 diòcesis sufragànies de Benevento, amb motiu de l'erecció d'aquesta última al rang d'arxidiòcesi en 969. Fins i tot en 1058 el seient de Quintodecimum, unida a Acquaputrida, apareix entre less 32 sufragànies de Benevento, en un butlla d'Esteve IX. Certament, en 1059, arran de les decisions preses en el concili de Melfi va ser suprimida i finalment es va unir a la seu de Frigento.
Avui Eclano sobreviu com a diòcesi titular; l'actual arquebisbe, a títol personal, titular és Nicolas Henry Marie Denis Thevenin, nunci apostòlic a Guatemala.

## Cronologia de bisbes
- Memore †
- Julià Eclanense † (circa 411 - 418 deposat)
- Epifani † (mencionat el 435)

## Cronologia de bisbes titulars
- Antonio Innocenti † (15 desembre de 1967 - 25 maig de 1985 nomenat cardenal diaca de Santa Maria in Aquiro)
- Antonio Maria Vegliò (27 de juliol de 1985 - 18 de febrer de 2012 nomenat cardenal diaca de San Cesareo in Palatio)
- Nicolas Henry Marie Denis Thevenin, del 15 de desembre de 2012